# برنادت آندره‌آ
برنادت آندره‌آ (به اسپانیایی: Bernadette Andrea) استاد زبان انگلیسی در دانشگاه تگزاس در سن آنتونیو، جایی که او رئیس دانشکده انگلیسی، کلاسیک‌ها و فلسفه است.
او مدرک دکترایش را از دانشگاه کورنل گرفته است.
تحقیقات او، متمرکز بر نویسندگی زنان بین قرن‌های ۱۶ تا ۱۸ میلادی، با تکیه بر تأثیر دوطرفه اروپای غربی و امپراتور عثمانی است.

## آثار
- Bernadette Andrea, Women and Islam in Early Modern English Literature, Cambridge University Press, 2008